# Stanisław Stohandel
Stanisław Stohandel (12. ledna 1875 – 1911) byl rakouský politik polské národnosti z Haliče, na počátku 20. století poslanec Říšské rady.

## Biografie
Pocházel z rodiny učitele. Vystudoval gymnázium a studoval na univerzitě. Sloužil v rakousko-uherské armádě u 4. pěšího regimentu. V době svého parlamentního působení je uváděn jako redaktor v Bílsku.
Působil také coby poslanec Říšské rady (celostátního parlamentu Předlitavska), kam usedl ve volbách do Říšské rady roku 1907, konaných poprvé podle všeobecného a rovného volebního práva. Byl zvolen za obvod Halič 35.
Uvádí se jako člen polského středu. Šlo o formaci Polskie Centrum Ludowe, která navazovala na dřívější Stronnictwo Chrześcijańsko-Ludowe (Křesťansko-lidová strana) okolo Stanisława Stojałowského. Po volbách roku 1907 byl na Říšské radě členem poslaneckého Polského klubu.